# Черняевы
Черняевы (Чернеевы) — дворянский род.
В Гербовник внесены две фамилии Черняевых:
1. Черняевы, потомки боярских детей, жалованных в 1689 г. грамотами (Герб. Часть VI. № 128).
2. Черняевы, потомки Никиты Черняева, произведенного в надворные советники в 1783г. (Герб. Часть I. № 125)[1].

Никита Черняев вступил в службу в 1765 году. 31.03.1783 произведён надворным советником, и находясь в этом чине, 24.12.1790 пожалован Дипломом на дворянское достоинство, копия которого хранится в Герольдии.

## Описание герба

#### Герб. Часть I. № 125.
Герб потомства Никиты Черняева: щит разделён горизонтально на две части, из них в верхней в серебряном поле изображено дерево Груша натурального цвета; в нижней части в золотом поле три Полосы перпендикулярно голубым цветом означенные.
Щит увенчан обыкновенным дворянским шлемом со страусовыми перьями. Намёт на щите золотой, подложен голубым.

#### Герб. Часть VI. № 128.
Герб рода Черняевых: щит разделен горизонтально на две половины, из которых в верхней половине, в красном поле, крестообразно положены золотые стрелы и шпага, остроконечиями вверх. В нижней половине, в черном поле, изображены перпендикулярно четыре золотые полосы и скачущий в правую сторону конь, переменных с полями цветов. Щит увенчан дворянским шлемом с дворянской на нем короной, на поверхности которой видна вороная лошадь, в правую сторону обращенная. Намет на щите красного и черного цвета, подложенный золотом.

## Известные представители
- Черняев Иван — дьяк в 1668—1677 гг.[3].
- Черняев Иван Борисович — дьяк, воевода в Тобольске в 1664—1667 гг., в Нижнем-Новгороде в 1668—1670 гг., в Устюге-Великом в 1682—1684 гг.[4].
- Черняев Михаил Григорьевич — генерал-лейтенант, кавалер ордена Святого Георгия 3-й степени за взятие в 1864 г. кокандской крепости Чимкент[1].
- Черняев Николай Григорьевич — генерал-лейтенант.